# Gerard Overdijkink
Gerardus (Gerard) Overdijkink (ur. 14 marca 1936 w De Bilt, zm. 6 listopada 2010 w Bilthoven), holenderski hokeista na trawie, olimpijczyk.
Był zawodnikiem SCHC Bilthoven oraz DSHC Delft, w barwach tego ostatniego klubu sięgnął w 1958 po mistrzostwo kraju. Wystąpił w 41 meczach reprezentacji, w tym na igrzyskach olimpijskich w Rzymie w 1960, na których Holandia zajęła 9. miejsce. 